# Jaufe (Iêmem)

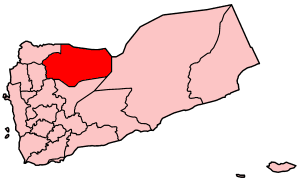
Localização no Iêmen

Jaufe ou Gaufe (em árabe: الجوف; romaniz.: Al Jawf/Al Ğawf) é uma província (mohafazah) do Iêmen. Em janeiro de 2004 possuía uma população de 451 426 habitantes.